# Draba serpentina
Draba serpentina är en korsblommig växtart som först beskrevs av Arnold Tiehm och P. Holmgren, och fick sitt nu gällande namn av Al-shehbaz och Windham. Draba serpentina ingår i släktet drabor, och familjen korsblommiga växter. Inga underarter finns listade i Catalogue of Life.